# 異界戦記カオスフレア
異界戦記カオスフレア（いかいせんきカオスフレア）は日本製のクロスオーバー・ファンタジーTRPG。作者は三輪清宗と小太刀右京。発売元は新紀元社。監修は鈴吹太郎と F.E.A.R.。第五回ゲーム・フィールド大賞TRPG部門準入選作品。

## 概要
「三千世界」と呼ばれる多元宇宙に存在するファンタジー世界「オリジン」を舞台とした異世界ファンタジー。オリジンは三千世界に存在する他の複数の異世界から侵略を受けており、そうした侵略者（“孤界侵略者”（コンキスタドール）と呼ばれる）やあるいはオリジンの住民、あるいは地球から召喚された少年少女“フォーリナー”といった存在がプレイヤーキャラクターとなる。プレイヤーキャラクターは「フレア」という力（後述）が使用できる「カオスフレア」と呼ばれる特殊な存在であり、三千世界に破局をもたらす「ダスクフレア」に対抗しうる唯一の可能性である。キャラクターはその役割を表す「コロナ」と、前述の出身世界を表す「ミーム」、出身世界内での役職等を表す「ブランチ」の組み合わせによって表現される。
ゲームに使用するものはトランプと六面体ダイス。判定は2D6による上方ロールであり、トランプはヒーローポイントである「フレア」として使用される。「フレア」はよいロールプレイをした場合にGMもしくは他のプレイヤーから配布され、「フレア」のやりとりによるロールプレイの活性化がシステムの骨子とされている。
ルール内の様々な部分に他作品のオマージュ / パロディが散りばめられており、有志によって元作品の解明が進められている。
武侠やサイボーグが共闘し、戦闘機とドラゴンが空戦をするなどのビジュアルからクロスオーバーを目的とした作品として知られている。

## コロナ
コロナは、ゲーム内におけるキャラクターのおおまかな役割を示すもの。以下の4種類が存在する。出身世界にかかわらずコロナを選択することができる。これによって、セッションにおける最小限の役割分担を表現している。
聖戦士（ディヴァイン）
主人公としての役割を担う。大きなダメージを出す特技に優れており、クライマックスフェイズにおける決定打をになう。わけても、クライマックスフェイズにおいて本来一枚しか使用できない手札を何枚でも使えるため、達成値が大きくなる。
星詠み（フォーチュン）
他者の達成値を高める《女神の祝福》によって他者をサポートするコロナ。防御・回復に秀でている。
光翼騎士（ブライトルーク）
味方の盾となる存在。パーティの防御力となる。エンゲージ全体を防御する《きらめきの壁》や本ゲームでは珍しい永続ダメージ減少特技である《光翼の盾》などを持つ。
執行者（エグゼキューター）
火力支援に優れたミーム。他者の達成値を低下させる《大いなる力》や、自らもダメージを受けることで目標の受けるダメージを2倍にする《俺ごとやれ！》などの特技が充実。

## ミーム
ミームは、キャラクターが出身した文化背景を表すものであり、リチャード・ドーキンスの提唱したミームに由来している。複数のミームを組み合わせてキャラクターを作成することも出来るが、それら「マルチミーム」キャラクターは、強力な特技「デイブレイク」が使用不可能になる。
また『サンセットルビー』からは複数ミームにまたがって存在する「クロスミームブランチ」も登場している。

### 初版から登場のミーム
フォーリナー
様々な理由によってオリジンに召喚された地球人。地球もまた三千世界の一部である。絶対武器マーキュリーと呼ばれる不可思議な武器を持ち、世界をおびやかす闇であるダスクフレアに対して絶大な戦力を発揮する。
- ブランチ - 切り札（「イレギュラー」と読む。武器型のマーキュリーを所持）、協力者（「シュネルギア」と読む。他者を支援する時の結晶と呼ばれるマーキュリーを所持）、装着者（「アルマチュア」と読む。防具型のマーキュリーを所持）、顕現者（「アヴァタール」と読む。精神を実体化させるマーキュリー、アヴァタールを所持）、オルタナティブ（「相似世界」におけるマーキュリー使い）、ヴィジター（「相似世界」で魔法に覚醒したフォーリナー）

オリジン
豊かな自然に恵まれた幻想と魔法の世界。他の世界からの侵略を受けている。あらゆる世界の中で最初に作られた世界で、造物主（デミウルゴス）の末期の地でもある。いわゆるファンタジーの世界。最も多くのブランチを持つのは、古来よりありとあらゆる異世界の文明を受け入れてきた結果であり、それ故に「他者との理解共存」というカオスフレアのテーマを端的に象徴するミームである、とも言える。
- ブランチ - ファイター、シーフ、クレリック、メイジ、リターナー（蘇った死者）、バード、パットフット（機械に強いメタヒューマン）、ヴィーキング（船乗り）、パルフォーロン（妖精騎士）、ロードモナーク（封建領主）、邪剣使い、ORDER（ロボットパイロット）、バァトル(遊牧民の勇者)、スピリットマンサー(幻獣スノーヴェイル族の呪術師)

アムルタート
闘争本能が種族を支えている竜の帝国。失われかけた闘争本能を取り戻すべく、冥龍皇イルルヤンカシュ（少女）に率いられてオリジンへと侵攻する。『SC』ではオリジン・富嶽と同盟を結んだイルルヤンカシュ勢力とテオスと同盟する事でダスクフレア化し強大な力を持つ災龍皇ヤム・ナハル勢力に割れることに。驚異的な肉体を誇るものもいれば、劣等種でありながら知恵を廻らせて上り詰めたもの、そして軍略に秀でたものなど、ありとあらゆる面で「強さ」を誉れとするミーム。
- ブランチ - プレデター（勇者）、スカベンジャー（劣等種）、ジェネラル（龍将軍）、ドリームハンター（夢の龍）、プロフェット（龍語魔術師）

グレズ
惑星ハダリアと呼ばれる高度文明を持った世界が生み出した機械生命体群。本来は人間を苦悩から解放するために生み出されたが、システムが暴走し、全てを無機生命に取り込むことで完全な調和世界を生み出そうとした。アンドロイドはもとより、動物型の機械生命体や、車や飛行機型の生命体、あげくにそれらの形態を変形してまわる生命体などがいる。またグレズに対抗するべくハダリア人が開発した遺産であるトランスギアや、それを解析したデバイスを持つ少年少女たち、Evil対策のため（破滅することを前提に）『日常』を守る力を得た『守護魔法師（カームキーパー）』や少年少女を願いの成就と引き換えに『守護魔法師』とする群体生命体も含む。
- ブランチ - マシンライフ（機械生命体全般）

コラプサー
魔族。神話の時代から生きる長命種。記憶継承者や小神などもこれにカテゴライズされる。さらには「大戦」時代に兵器として製造された宇宙怪獣が追加され、光の巨人をはじめとする宇宙人、世界を守護するために人工的に作られた守護神、突然変異などで生まれた不死に近い頑強さを持つ究極生物、あるいは姿を見ると発狂してしまうような邪神までサポートするようになった。
- ブランチ - エンシェント（魔王）、キマイラ（魔獣）、サクセシュア（転生体）、宇宙怪獣、アインヘリアル（神の欠片を受け継ぎし戦士）、記憶継承者、妖魔

富嶽（ふがく）
将軍織田信秀に率いられた宇宙艦隊。日本の戦国期に近い文化を持つ。母星を失って放浪中。艦の大きさが石高に直結している大艦巨砲主義国家。うつけの姫君織田信長（『SC』では亡父信秀の後を継ぎ将軍になる）、新撰組の鬼副長土方歳三など、歴史上の有名人が女性として登場することが多い。
また、初版掲載のミリティアというブランチでは人型兵器『モナドトルーパー』が多数追加されている。
- ブランチ - 武士、忍者(時空破断との「クロスミームブランチ」)、艦長（宇宙戦艦）、ミリティア〈初版〉→鷹武者〈SC〉（人型ロボット乗り）、巫女

ネフィリム
最終戦争によって滅亡した、冷戦期の地球に似た惑星エルダを支配する巨大企業。民族の生き残りと市場の確保をかけてオリジンに経済侵略を行っている。VIPERと呼ばれる傭兵部隊や、獣鬼兵などを持った現代&近未来の軍隊的なミーム。主に冷戦時代から近代、近未来までのミリタリー物を強く意識しており、エースパイロットや、驚異的な強さを誇る歩行戦車、改造人間、潜入工作員が活躍し、都市の暗部ではマフィアや、吸血鬼、吸血鬼ハンター達が闊歩している。
- ブランチ - コーポレイト（重役）、獣鬼兵（「アントロポス」と読む。生体改造兵士）、VIPER（傭兵）、ウォーバード（飛行機乗り）、吸血鬼（「デュナミス」と読む。クロスミームブランチ）、アスリート、クライムファイター（スーパーヒーロー）、探索者

暁帝国（ぎょうていこく）
四千年前にオリジンに降り立った弧界侵略者の末裔。龍の子孫であるとされ、オリジンの北方大陸に中華風の巨大帝国を築いた。現時点ではオリジンの一国という扱いで、ある意味では「成功した孤界侵略者」である。
武侠が空を飛んで武器を投げ、軍師の策略で血を吐いて人が死に、厨師の作る料理はあまりの美味さに海の上も駆け抜けるほど。
後に追加されたブランチ胡然では砂漠の民などがサポートされ、全体的にオリエンタルなミームとなっている。
- ブランチ - 武侠、文官、厨師（料理人）、仙人、胡然(西方の民)、白華郎(女装した巫の少年達による精鋭部隊)、武将、虎人、狐狸精、百越

パンデモニウム
惑星エルダの関東地方に作られた都市で、正式名称は「TOKYOパンデモニウム」。最終戦争の後は巨大ドーム都市の中でサイバー技術を発展させてきた一方、ドームの外ではモヒカン頭の盗賊が跋扈する危険な場所。その存在には大きな秘密があるといわれるが……。『SC』では突如オリジンに都市ごと世界移動し、上層部がテオスと共同戦線を張り、その一方ストリートの住人などが外との交流を始めている。電脳的に現実を改竄するハッカーや、クロームのボディを手に入れたサイボーグが活躍する一方で超能力者や、悪魔を操る者もいる。そして犯罪に対抗する組織のボスは犬頭の刑事と、ある意味ではとても混沌とした世界である。
- ブランチ - サイバーパンク（体を改造した者）、クルセイダー（武装司法官）、デーモンロード（魔神使い）、スペリオル（超能力者、クロスミームブランチ）、リアリティハッカー（現実をハッキングする者）、ワイルドハント（実体化する電子生命体）、ガンダンサー

### SCで登場したミーム
テオス
バシレイア動乱後にオリジンに現れた大星団。造物主を崇拝し、造物主の化身とされる星王ディオスに従えられた強力な侵略者。強大な宇宙艦隊を擁する星間国家である。超能力を操り光線剣を振るう一族や、殺されても複製体を製造して蘇るクローン、宇宙戦闘機や艦隊戦闘を得意とする巨人族（小型化可能）、そしてミリティアから独立したMT部隊が存在する。他にも侵略過程で併合した様々な宇宙人達や改造怪人、テオスに反抗する宇宙海賊なども含む。
- ブランチ - バール（超能力を持つ支配者層）、エラーハ（クローン体）、ネチェル（巨人族の艦長）、ドミニオン（ロボットパイロット）、ダーカ、アスラ（武術家）、セラフィム（歩行戦車を駆る親衛隊）、ユリウス（重装歩兵）、バンダーラ（改造生命体）、テオトル（超種族）、エーシル（宇宙海賊）、ディエティ（従属宇宙人）:アルタイル（鳥人）、インセクト（昆虫人）、インフェリア（ウィルス型寄生生物、クロスミームブランチ)、カヴァーリ（甲殻類型胞子生命）、グレックス（群体生命）、ケフォロメガス（タコ型宇宙人）、トライアス（宇宙怪獣から進化した宇宙人）、ハプト（接触型テレパス）、ヒュアロス（珪素結晶生物）、ミュートフォーマ（不定形生物）、チェレン（強欲な宇宙商人で3次元では平面存在）、テレオス（データ生命体）、フラジール（ファンタジー世界の住人）

美酒町
リプレイ『世界の卵』でメルキオールという世界霊を得て誕生した新しい弧界。外見はありふれた日本の町であり数キロ四方の狭い世界。それ故か、「ごく普通の日常」が続く平穏な世界ともいえる。しかし拡張を続けていくうちに超能力を開発する学園都市や、無敵要塞研究所、よく喧嘩がおこる夕陽の綺麗な川原などが発生し、「現代日本を舞台にしたフィクションの世界」になりつつある。住民たちもメルキオールの影響を受けて肝が据わった者が多いため、この「少し不思議な日常」を受け入れている。
- ブランチ - 魔法少女、フィストウォーリアー（格闘家）、番長、スキャナー(超能力者)、ガジェットマスター（異界の道具を使う者）、一般人

ロンデニオン
本来はオリジンの地底に住んでいたといわれている獣人たちが住む霧と煙の都。19世紀のイギリスや日本のイメージが濃いスチームパンクなミームであり獣相（動物の特徴）を持つ住民が大半を占める。
- ブランチ - 隠秘学者（魔術師）、王国軍人、私立探偵、探検家、犯罪王、メイド、マッドサイエンティスト

サンドブロゥ
東の果てに住む遊牧民達のミーム。全体的に「マカロニ・ウェスタン」の要素が強く、さまざまな集団がオアシスを中心に群雄割拠している。
- ブランチ - ガウチョ（ガンマン）、シスター、デザードフォーク（遊牧民）

アンゲロイ
造物主によって三千世界の物理法則や因果律などの維持・管理のために生み出された天使達。本来は意志や魂なく姿も見せず役割を果たすだけの存在だが、ある事件をきっかけに造物主の断末魔（破壊命令）をとらえ各地で破壊活動を開始（造物主の化身を主とするテオスに対しても変質した星王ディオスを造物主と天使は認識せず敵対）。しかし「かつての造物主」を絶対視するゆえに破壊命令を拒絶した大天使メタトロン率いる『御遣い』達が変わり果てた造物主の破壊命令に従う天使の対策に重い腰を上げ出している。
- ブランチ - 異形天使、機械天使、御遣い

アラドゥス
正式名称は『アラドゥス＝タルトゥース深国』。オリジンの深海に存在する冥府であり、三千世界各地から集まった死者の魂やその魂が転生した霊的な住人が住んでいる。近年のオリジンでの戦乱による死者の爆発的な増加やリプレイ『神の卵』での事件を切っ掛けに強硬派が軍を構築し、「大地を海に沈める」など地上に対する破壊活動を始めている。
- ブランチ - エクソシア（海洋魔術師）、サムライ（ロボットパイロット）、バガボンド（強い活力を持つ死者）、バルカリス（幽霊船乗り）

ヴァイスフレア
VF団首領とされる謎の存在。その正体はユーザーの選択に委ねられている。またマルチミームキャラの場合は「ヴァイスフレアの血縁者」等本人でない存在にすることが出来る。
- ブランチ - VF団首領

オリジン（オルタ）
オリジンのある時間軸の「過去の」可能性であり、同時に「今の」オリジンの並行世界でもある「相似世界（オリジン・オルタナティブ）」の出身者を表すミーム。
- ブランチ - アコライト（修道士）、インファント（未熟で純粋な若者・子供）、サーチャー（斥候）、サモナー（妖魔使い）、シャーマン（巫師）、シューター（射手）、セイジ（学者）、ソーサラー（魔術師）、ナイト、ネゴシエーター、フィスト（格闘家）、フェンサー（剣士）、プリースト（修行者）、パンツァー（ロボットパイロット）、マーチャント（商人）、メカナイゼーション（機械の民）、リターナー（オルタ）、ロード（領主）

デイブレイカー
最終戦争の結果崩壊し、終末へのカウントダウンが始まった孤界での特異能力者「デイブレイカー」を表すミーム。
- ブランチ - スイーパー（銃使い）、ネクロソーマ（意志を持ったゾンビ）、ハッカー、メルカバ（歩行戦車乗り）

時空破断
ある事件をきっかけに誕生した19世紀の地球に近い孤界、その中でも江戸時代後半の「化政時代」日本で「妖異」と戦う「英傑」を表すミーム。他にも同じように「妖異」と「英傑」が存在し「銀河徳川幕府」が支配する広大な銀河「アフター・イエヤス」暦世界（『徳川銀河』と称されている）出身者のミームでもある。
- ブランチ - 秘剣使い(富嶽との「クロスミームブランチ」)、アストロノーツ、呪術師、鬼神衆、仕事人、十手持ち(富嶽との「クロスミームブランチ」)、天狗

ルイムニー
オリジンの秘境「ルイムニー大森林」に棲み、同地に生息する幻獣「幻竜」や巨大動物等を特殊武装「トワイライトアームズ」によって狩る「イェーガー」を表すミーム。
- ブランチ - イェーガー

オルファン
崩壊寸前の孤界の出身者。「故郷(ホーム)」が現在どのような状態なのかはユーザーの選択に委ねられており、それによって取得特技等が異なる。
- ブランチ - ラストマン(崩壊世界の生き残り) 、オートマータ(人型の殺戮機械)

魔導帝国
魔導帝国「グラヴィス」の出身者を表すミーム。元々はオリジン北方大陸の氏族国家だったが、魔王の侵略による時空閉鎖と危機に召喚されたフォーリナーの少女主導による閉鎖内での300年(閉鎖外ではわずか数年)にも及ぶ抗戦の結果、「魔導」と呼ばれる技術を開発し勝利するも独裁的かつ深刻なフレア的環境汚染を抱えた宗教国家へと変貌した。
閉鎖解放後はオリジンを孤界侵略者から守る次の戦争へと進んでいるが、富嶽等友好的な異世界勢力も等しく敵とみなすため結果的に火種を増やし、また帝国内の異種族との戦争や社会における様々な歪み等多数の問題を抱えている。
- ブランチ - 異端審問官、闇黒騎士、魔導擲弾兵、魔導機工師、帝国戦列兵(帝国の一般兵士群)、ピカロ(帝国内のアウトロー)

アルシャーク
オリジン北方大陸の西方砂漠に存在するアラビアン風文化国家。かつて暁帝国の地を支配していた事もあり、その名残が胡然の民である。
- ブランチ - 神授者(神酒で強化された戦士)、賢者、鳴器使い(妖魔が宿る武具の使い手)、魔神使い、新装兵(イェニチェリ、独裁宰相によって結成された火器歩兵隊)

ヴォラーグ
かつてネチェルに支配されていたが、贄の痛苦を糧とする魔術に目覚めた事で支配を脱却しテオスとも並ぶ「宇宙列強」の一角に並んだ「魔術帝国」。文化やパーソナリティの名前はロシア風。
「宇宙蛮族」とも称される程荒々しく、全てにおいて魔術を使うための糧として常に隷属民や敵を苛み続ける凶暴さを持つが(カオスフレアになると緩和される)、一方で古くより伝わる神への信仰を大事にし、詩を好み暴虐の合間に細工物を嗜む精神性も持つ。
- ブランチ - 軍事貴族、奉祭士(神が宿る機動兵器の使い手)、幽騎士(身体を捨て幽体となった魔法戦士)、追放者(魔術の印たる「魔印」を持たぬため社会から追放されるも、魔術殺しの武装「死剣」を手にした戦士)、カザーク(歩行戦車を使うヴォラーグ辺境の傭兵集団)

ディラギア
植物との共生を選んだ知的生命体(植物生命体)「絢人」達の通称で(漢字表記は「平綺羅」)、「宇宙列強」でもある宇宙国家をも指す。文化や政体等は平安時代風。
植物生命体による情報ネットワーク内に自身の人格を保存できるため、実質的な不死を実現しており、生命を大事にし世界を支える無形のアンゲロイを「地祇」と敬う一方、造物主やコラプサー等「『生命ではない』形ある神々」を拒絶している。
- ブランチ -太政官、神祇官、律明官

Evil
造物主が自らの『負の感情』を核に産み出した存在だったが、やがて造物主をも蝕み大戦の引き金となった『悪』の化身。世界全てに潜み悪と負の感情を増幅させ撒き散らしているが、アンゲロイ出現ときっかけを同じくして存在が具現化した（その後も各上層部で混乱を防ぐため情報は隠蔽されている）。その性質ゆえにNPC（ダスクフレアと同等のボス敵）専用ミームとなっている。
- ブランチ - 悪魔

## 世界設定・重要単語
ダスクフレアとデミウルゴス
本世界観はグノーシス主義に基づいた神話構造をしており、かつて世界を創造しながら意にそまぬとして滅ぼそうとした傲慢な唯一神デミウルゴスと、それに立ち向かい勝利した神々による世界だとされている。
相互に対立するかのように見えるカオスフレアたちはそれぞれ、デミウルゴスによってエゴを強化され、現在の世界を否定しようとする存在「ダスクフレア」と戦うことができる唯一の存在である。相互の文化やイデオロギーを超越し、巨悪に立ち向かう和解と理解が本ゲームのテーマである。
さらに「バシレイアへの帰還」ではデミウルゴスとの和解の可能性まで示唆され、そのテーマは更に強化された。
孤界(スフィア)
「三千世界」を構成する様々な世界の事。世界ごとに法則や範囲・形態は異なれど、「フレア」があり「天使」が法則管理をしていることは共通している。
世界間の移動は通常不可能だが、高い技術や世界間の「壁」が薄くなっている場所などを通じれば可能であり、「界渡り(ソーテリア)」と呼ばれる。その方法には「各孤界にそれぞれある宇宙内の門を通る」ケースもある。
主な孤界としては「オリジン」、ネフィリム・パンデモニウム・アスラ・ダーカの故郷「惑星エルダ」、「美酒町」等があり、特にオリジン-美酒町間は「界渡り」が起こりやすくなっている。だが「地球」への「界渡り」は現状全勢力が成しえていない。
リオフレード魔法学院
オリジンに存在する小中高までの学院。学院長は大賢者アウゼロン。現在はミームや年齢を問わず生徒を受け入れており、テオス出身の生徒も在籍している。
部活の数は百をゆうに越えていて、生きているならば恐竜でも何でも飼ってしまう生物部が存在していたり、最近では軽音楽部が乱立していたり、カバディ部は試合相手を探して世界移動してしまっているという。また、学内では『薔薇十字の指輪』の争奪戦が繰り広げられている。
黄泉還り
オリジン固有の現象で、弔われぬ死者が無差別に人を襲う異形と化したものを指す。この現象のため各勢力は大規模な（多数の死者を出す）作戦が行いづらくなっている。
モナドトルーパー(MT)
富嶽とオリジンの貴族が合同で考案し、科学者や魔術師がグレズの構造を元に開発した人型巨大ロボット。その中には通常の機体を遥かに凌駕する性能を持ちつつも「アニマ」と呼ばれるアンドロイドを伴わないと操縦できない騎士型の機体なども存在する。
初版では富嶽の影響下にある「ミリティア」部隊が最大勢力だったが、『SC』では「ミリティア」のオリジン側指導者らがテオスに離反し「ドミニオン」階級となった。その後「ミリティア」残留組はオリジン守護部隊「ORDER」として再編され（『ラビスフィロソフォルム』）、「ミリティア」を失った富嶽でも独自のMT操縦者「鷹武者」が増加（『クリムゾンガーネット』）、暁帝国の「白華郎」部隊でも運用が開始されている(『ジェネシックサファイア』)。本来は近年になって開発されたものだが、超古代の遺跡からMTらしき機体が発見されたり、『徳川銀河』ではオリジンとは全く関係なく新開発されている等謎が多い。
歩行戦車
比較的小型な有人搭乗ロボット。原型は超古代において作られた「人型の情報記録装置」であり、そのため「記憶」を力にするサクセシュアの操作適性が高い。他にもネフィリムの「VIPER」部隊・テオスの「セラフィム」階級・傭兵民族「カザーク」が組織的に運用しており、ある崩壊寸前の世界でも適合手術を受けた「メルカバ」(テオスにおける歩行戦車の名でもある)達が登場している。
宿命管理局

VF団
『ヴァイスフレア』なる謎の指導者を長と崇め、三千世界全土の征服を目論む秘密結社。最高幹部の『三将軍』、実働幹部たる無双の『八部衆』（「8」とあるが8人以上いるとも言われる）などからなるが、美酒町に対する対応等では各幹部間で意見・対策が異なっている。

## 関連書籍

### ルール第一版
異界戦記カオスフレア ISBN 4-7753-0439-9
基本ルールブック。必要なルールおよび、暁帝国以外のミームを収録。シナリオ二本つき。
インペリアルジェイド ISBN 4-7753-0465-8
サプリメント第一弾。暁帝国および、富嶽のリアルロボット“モナドトルーパー”に加え、既存コロナとミームの追加特技が掲載された。シナリオ二本つき。
クリスタルトゥーム ISBN 4-7753-0519-0
サプリメント第二弾。パンデモニウムおよび、ネフィリムの新ブランチの他、既存ミームの追加特技や追加装備等を収録。シナリオ二本つき。
シナリオ集 宿命の交わる城 ISBN 4-902175-03-7
キャンペーンシナリオ集。ホビーショップ限定で販売された。オーソドックスなシナリオから時代劇、現代物などが交じり合い、最終的には太陽での決戦に突入する。追加エネミーや世界の謎の一部が解説されている。

### ルール第二版
異界戦記カオスフレアSC ISBN 4-7753-0650-2
基本ルールブック第二版。SCはセカンドチャプターの略称。バシレイア動乱以降、数年後のオリジンが舞台。グレズを除く既存ミーム、新たな侵略者テオスのデータが収録されている。シナリオ二本付。
ラピスフィロソフォルム ISBN 4-7753-0659-6
SCサプリメント第一弾。旧作シリーズの世界設定を掲載。そしてグレズ、暁帝国、TOKYOパンデモニウムの3ミームを追加。他にもオリジンやパンデモニウムの新ブランチや、新たなサンプルキャラクターが掲載されている。
フローライトプリズン ISBN 4-7753-0811-4
SCサプリメント第二弾。新ミームロンデニオン・サンドブロゥの追加やネフィリム・アムルタート・テオスのブランチ追加や既存ミーム・ブランチの新データ、それらに関わる設定・データ等が収録されている。
ダークネスディアマント ISBN 978-4-7753-0993-3
SCサプリメント第三弾。新ミーム『アンゲロイ』と敵専用ミーム『Evil』を追加。他にテオスのブランチを中心とした雑誌掲載データの再録や新システム「ギフト」（NPC〈敵〉となる危険性と引き換えに絶大な力を得る）とギフト関連のデータを掲載。敵関連のデータが多いため通称「悪本（本書後書きより）」と称されている。
ダイアモンドキャッスル ISBN 4-7753-1023-2
SCサプリメント第四弾。美酒町・インフェリアに関するデータが増加・再定義されて再録され、他に雑誌掲載データの再録や新システム「D（ディスティニー）パス」などが収録されている。新ブランチはアインヘリアル（コラブサー）とスキャナー・ガジェットマスター（美酒町）。前作が「悪本」なのと対比する様に通称「善本（本書後書きより）」と称されている。
ターコイズウィスパー ISBN 4-7753-1185-9
SCサプリメント第四弾。新ミーム『アラドゥス』を追加。他に新規「ギフト」・「Dパス」や、それらを導入して旧版～フローライトプリズンまでのサンプルキャラクターをリファインしたデータも収録されている。
クリムゾンガーネット ISBN 4-7753-1271-5
SCサプリメント第五弾。本作時点までのオリジンの戦いの流れや『Role＆Roll』掲載記事を加筆再録した『三千世界の魔法』に関する設定・データを収録している。新ブランチはプロフェット（アムルタート）・鷹武者（富嶽）・探索者（ネフィリム）。
アズライトブルー ISBN 4-7753-1297-9
SCサプリメント第六弾。前巻に収録し切れなかった『三千世界の魔法』に関する設定・データ、新ミーム『ヴァイスフレア』とそれらに関する情報を収録している。新ブランチはガンダンサー（パンデモニウム）・マッドサイエンティスト（ロンデニオン）
オリジン・オルタナティブ ISBN 4-7753-1391-6
SCの公式ファンブック。ゲーム・フィールド大賞投稿時の初期設定を元にした新ミーム『オリジン（オルタ）』の世界設定とデータ、および同じ作者が制作したTRPG『天下繚乱RPG』・『トワイライトガンスモーク』とのクロスオーバーミーム『時空破断』・『デイブレイカー』を収録している。新ブランチはオルタナティブ・ヴィジター（フォーリナー）と記憶継承者・妖魔（コラブサー）。
サンセットルビー ISBN 4-7753-1476-9
SCサプリメント第七弾。オリジンの各地域・風習等についての記事や雑誌・イベント等で掲載されたシナリオ、新ミーム「ルイムニー」等に関する記事を掲載。また新ルールとして「複数ミームにまたがって存在するブランチ」を示す「クロスミームブランチ」が追加され、一部ブランチが再定義されている。新ブランチは一般人(美酒町)・仕事人・十手持ち・天狗(時空破断)。
ジェネシックサファイア ISBN 4-7753-1527-7
SCサプリメント第八弾。前作に引き続きオリジンの各地域についての記事(今回はテオス支配下地域等)やシナリオ、新ミーム「オルファン」等に関する記事を掲載。新ブランチは白華郎(暁帝国)。
エメラルドドメイン ISBN 4-7753-1780-6
SCサプリメント第九弾。暁帝国の歴史・情勢や「魔界」と称される孤界、新ミーム「魔導帝国」に関する情報を掲載。新ブランチはバァトル(オリジン)・武将(暁帝国)・オートマータ(オルファン)と、「魔界」に属するクロスミームブランチ「コントラクター」と「魔界衆」。
エキゾチックアンバー ISBN 4-7753-1861-6
SCサプリメント第十弾。新ミーム「ヴォラーグ」・「ディラギア」・「アルシャーク」に関する情報や、本作における宇宙事情や暁帝国辺境・アルシャーク周辺等北方大陸の現状に関する記事を掲載。新ブランチはスピリットマンサー(オリジン)・虎人・狐狸精・百越(暁帝国)と、世界の敵の一つたるクロスミームブランチ「夜魔」を追加。
なぜなに未来侵略 カオスフレア編 ISBN 4-7753-1411-4
『Role&Roll』連載の「なぜなに未来侵略」の記事から、「カオスフレアを遊ぶ時参考になる部分」を再編集・加筆修正した単行本。
なぜなに未来侵略 テーブルトークRPG編 ISBN 4-7753-1412-2
『Role&Roll』連載の「なぜなに未来侵略」の記事から、「テーブルトークRPG全般を遊ぶ時気を付ける部分」を再編集・加筆修正した単行本。

### リプレイ
暁の戦士たち ISBN 4-7753-0498-4
ルール第一版を使用したリプレイ。ゲーマーズ・フィールド誌に掲載された「断罪巨兵パイラーヴァ」と、Role&Roll誌の「ブライトストリング」を加筆訂正し、新作「史上最大の決戦」を加えたもの。基本は勇者シリーズ風のロボットアクションとエンデ風の異世界ファンタジーだが、最終回にはウルトラマンのオマージュへ突入する。
リオフレード魔法学院 ISBN 978-4-7753-0574-4
ルール第一版を使用したリプレイ。Role&Roll誌に掲載された「目覚めよと呼ぶ声あり」を加筆訂正し、新作「高き天より我来たりて」を加えたもの。また、リプレイの舞台であるリオフレード魔法学院の詳細な設定とそこの関係者をPCとして使用するときに使える追加データを多数収録しており、ミニサプリメントとしても志向されている。
世界の卵 ISBN 978-4-7753-0705-2
ルール第二版を使用したリプレイ。Role&Roll誌vol.49 - 50に掲載されたものを加筆訂正した「世界の卵」に、書き下ろしの「胡蝶の夢」を加えたもの。「胡蝶の夢」では、初代リプレイのPCである京暁生が登場し、舞台をオリジンから地球へと移しての話となっている。また「胡蝶の夢」の舞台となる街「美酒町」の新ミームデータなどの追加データを収録。
神の卵 ISBN 978-4-7753-0858-5
『世界の卵』の続編であり、書き下ろしの「夢の扉」「神の卵」の2話、フォーリナーの追加特技とテオスの「ディエティ」階級のブランチ10種（半数は『混沌の炎』からの加筆再録、その内インフェリアはさらにその後『ダイアモンドキャッスル』で再定義されている）を収録。独自のルールに基づき、オリジンの主要人物が総登場して繰りひろげられたシミュレーションゲーム「姫子の野望（仮題）」が大きな反響を呼んだ。

### ノベル
封龍の魔剣 ISBN 978-4775305409
著者は三輪清宗。Role&Roll誌Vol.21に掲載された短編小説を大幅加筆したもの。

### サポート雑誌
Role&Roll
サポート記事、小説、シナリオなどを掲載。24号に掲載された「リオフレード魔法学院」は30pにも及ぶミニサプリメントで、南海の孤島に浮かぶ魔法学園を舞台に、シナリオ、パーソナリティーズ、追加ブランチ、サンプルキャラクターなどが掲載された（この内容はリプレイ集「リオフレード魔法学院」に加筆されて再録されている）。その後、『なぜなに未来侵略』という解説コーナーと追加データが連載されている（2014年6月現在）。内容は「人気パーソナリティ」の織田信長、いるるん（イルルヤンカシュ）、マリア・カスタフィオーレ博士(モナドトルーパーの開発者)が初心者にもわかりやすくサポートをしてくれるラジオ番組という設定。
2版発売決定に伴って、バシレイア動乱を描いた高経験点キャンペーンシナリオ「バシレイアへの帰還」が隔月で掲載された（全3回）。
ゲーマーズ・フィールド
此方ではあまり熱心なサポートは行われていないが、リプレイ「断罪巨兵パイラーヴァ」が二号にわたって連載された他、現在までに二本のシナリオが掲載された。
ゲーマーズ・フィールド別冊18号『混沌の炎』では、著者の特集が組まれ、ルール第二版のサポート記事が約80ページに及ぶボリュームで掲載された（リプレイ、パーソナリティーズ、追加ブランチ、追加アイテム、サンプルキャラクターなど）。追加ブランチはアメコミ風ヒーローをモチーフにした「クライムファイター」（ネフィリム）とスペースオペラの宇宙海賊をモチーフにした「エーシル」（テオス）。リプレイ「夢の果実」では、過去にF.E.A.R.から発表された別ゲームのリプレイ（アルシャード、エンゼルギア、トリニティ×ヴィーナスSRS）のPCたちを三千世界に召喚させるという、真の意味でのクロスオーバーを実現している。『混沌の炎』収録のデータはその後『フローライトプリズン』（クライムファイター）・『神の卵』（ディエティ）・『ダークネスディアマント』（エーシル）・『ダイアモンドキャッスル』（グレズの追加特技）に大幅に加筆されて収録されているが、雑誌掲載時とでは一部記述が変更・再定義されている。